# Mae Whitman

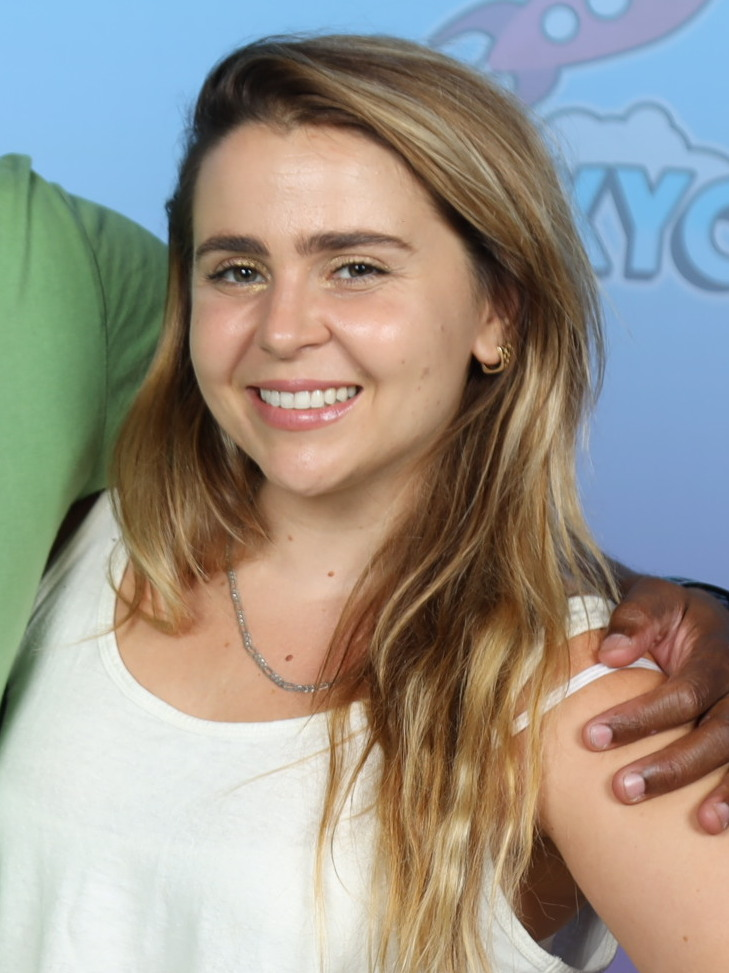
Mae Whitman (2023)

Mae Margaret Whitman (* 9. Juni 1988 in Los Angeles, Kalifornien) ist eine US-amerikanische Schauspielerin.

## Leben und Karriere
Whitman ist die Tochter der Schauspielerin Pat Musick. Sie begann ihre Karriere mit einem Voice-over für einen Werbespot und machte 1994 an der Seite von Meg Ryan ihr Filmdebüt in dem Drama When a Man Loves a Woman. Für ihre Rolle in der Liebeskomödie Tage wie dieser … (1996), in der sie neben Michelle Pfeiffer und George Clooney spielte, gewann sie 1997 den Young Artist Award und wurde für den YoungStar Award nominiert. Ab 1997 war sie sieben Jahre lang Synchronsprecherin für die Zeichentrickserie Johnny Bravo. In Eine zweite Chance (1998) spielte sie an der Seite von Sandra Bullock; für diese Rolle gewann sie 1999 erneut den Young Artist Award und wurde 1998 für den YoungStar Award nominiert. Für ihre Rolle im Filmdrama Ein amerikanischer Traum wurde sie 2001 ein weiteres Mal mit einem Young Artist Award ausgezeichnet.
In der Sitcom State of Grace hatte sie von 2001 bis 2002 eine Hauptrolle. Es folgte eine Nebenrolle in der Fernsehserie Arrested Development. Von 2005 bis 2008 lieh sie der Comicfigur Katara aus Avatar – Der Herr der Elemente ihre Stimme. Von 2010 bis 2015 spielte sie eine Hauptrolle in der Dramedy Parenthood.

## Filmografie (Auswahl)

### Kinofilme
- 1994: When a Man Loves a Woman – Eine fast perfekte Liebe (When a Man Loves a Woman)
- 1995: Bye Bye Love
- 1996: Independence Day
- 1996: Tage wie dieser … (One Fine Day)
- 1998: Eine zweite Chance (Hope Floats)
- 1998: The Gingerbread Man
- 1999: Wenn nicht ein Wunder geschieht (A Season for Miracles)
- 2001: Ein amerikanischer Traum (An American Rhapsody)
- 2006: Jesse Stone: Totgeschwiegen (Jesse Stone: Death in Paradise)
- 2008: Boogeyman 2 – Wenn die Nacht Dein Feind wird (Boogeyman 2)
- 2008: Das Lächeln der Sterne (Nights in Rodanthe)
- 2009: Spring Breakdown – Alter schützt vor Party nicht (Spring Breakdown)
- 2010: Jesse Stone: Ohne Reue (Jesse Stone: No Remorse, Fernsehfilm)
- 2010: Scott Pilgrim gegen den Rest der Welt (Scott Pilgrim vs. the World)
- 2012: Vielleicht lieber morgen (The Perks of Being a Wallflower)
- 2012: The Factory
- 2015: DUFF – Hast du keine, bist du eine (The Duff)
- 2015: Freaks of Nature
- 2016: Operator
- 2017: Bernard and Huey
- 2018: Duck Butter
- 2020: Valley Girl

### Fernsehen
- 1995: Unter der Last der Beweise (Degree of Guilt, Fernsehfilm)
- 1996: Jimmys Tod – Und was kam danach? (After Jimmy, Fernsehfilm)
- 1996: Allein gegen die Zukunft (Early Edition, Fernsehserie, Folge 2x01)
- 1996–1999: Chicago Hope – Endstation Hoffnung (Chicago Hope, Fernsehserie, 17 Folgen)
- 1998: Friends (Sitcom, Folge 3x10)
- 1998–2001: JAG – Im Auftrag der Ehre (JAG, Fernsehserie, acht Folgen)
- 2001–2002: State of Grace (Fernsehserie, 39 Folgen)
- 2004: Cold Case – Kein Opfer ist je vergessen (Cold Case, Fernsehserie, Folge 1x23)
- 2004–2006, 2013: Arrested Development (Fernsehserie, 18 Folgen)
- 2006: Desperate Housewives (Fernsehserie, Folge 3.05)
- 2007: Grey’s Anatomy (Fernsehserie, zwei Folgen)
- 2007: Ghost Whisperer – Stimmen aus dem Jenseits (Ghost Whisperer, Fernsehserie, Folge 3x02)
- 2008–2010: In Treatment – Der Therapeut (In Treatment, Fernsehserie, fünf Folgen)
- 2009: Criminal Minds (Fernsehserie, Folge 5x05)
- 2010–2015: Parenthood (Fernsehserie, 103 Folgen)
- 2016: Gilmore Girls: Ein neues Jahr (Gilmore Girls: A Year in the Life, Miniserie)
- 2018–2021: Good Girls (Fernsehserie, 50 Folgen)
- 2023: Up Here (Fernsehserie, acht Folgen)

### Sprechrollen
- 1997–2007: Johnny Bravo (Fernsehserie, 48 Folgen)
- 2003: Das Dschungelbuch 2 (The Jungle Book 2)
- 2005–2007: American Dragon (American Dragon: Jake Long, Fernsehserie, 21 Folgen)
- 2005–2008: Avatar – Der Herr der Elemente (Avatar: The Last Airbender, Fernsehserie, 60 Folgen)
- 2008: Tinkerbell (Tinker Bell)
- 2009: Tinkerbell – Die Suche nach dem verlorenen Schatz (Tinker Bell and the Lost Treasure)
- 2010: Tinkerbell – Ein Sommer voller Abenteuer (Tinker Bell and the Great Fairy Rescue)
- 2011: Die großen Feenspiele (Pixie Hollow Games)
- 2011–2022: Robot Chicken (Fernsehserie, vier Folgen)
- 2012: Das Geheimnis der Feenflügel (Secret of the Wings)
- 2012–2017: Teenage Mutant Ninja Turtles (Fernsehserie, 92 Folgen)
- 2014: TinkerBell und die Piratenfee (The Pirate Fairy)
- 2015: Tinkerbell und die Legende vom Nimmerbiest (Tinker Bell and the Legend of the NeverBeast)
- 2016: Rock Dog
- 2018: A Dog & Pony Show
- 2020–2023: Willkommen im Haus der Eulen (The Owl House, Fernsehserie, 23 Folgen)
- 2023: Skull Island (Fernsehserie, 8 Folgen)
- 2023: Scott Pilgrim hebt ab (Scott Pilgrim Takes Off, Fernsehserie)

## Computerspiele
- 2004: EverQuest II (Stimme)
- 2005: Kingdom Hearts II (Stimme)
- 2017: Prey (Stimme)